# Otto von Münchhausen
Otto II. Freiherr von Münchhausen (n. 11 iunie 1716, Hameln, Saxonia Inferioară, Germania – d. 13 iulie 1774, Pattensen, Saxonia Inferioară, Germania) a fost un botanist german. El a fost cancelarul Universității din Göttingen și corespondent al lui Linnaeus. A denumit, printre alte plante, și câteva specii de stejari după sistemul linnean.